# Mauvaise Foi
Pour les articles homonymes, voir Mauvaise foi.
Pour plus de détails, voir Fiche technique et Distribution.
Mauvaise Foi est un film français réalisé par Roschdy Zem, sorti le 6 décembre 2006.

## Synopsis
Clara et Ismaël vivent un amour heureux, sans se soucier du fait qu'elle soit juive et lui musulman. Mais lorsqu'elle tombe enceinte, les réactions de leur entourage changent la situation. Chaque famille revendique sa religion. Alors qu'ils étaient jusque-là indifférents à leurs propres religions, Clara et Ismaël finissent par se disputer, chacun mettant en avant sa  religion et les principes de cette dernière, tout en se rendant compte à quel point la situation est compliquée. Le couple va-t-il parvenir à se sortir indemne de cet imbroglio ? La tante de Clara, qui a vécu un amour et une rupture douloureux, est la seule à les soutenir.

## Fiche technique
- Titre : Mauvaise Foi
- Réalisateur : Roschdy Zem
- Scénario : Roschdy Zem et Pascal Elbé
- Musique : Souad Massi
- Pays de production :  France
- Durée : 88 minutes
- Box-office : France : 734 129 entrées (7 sem.)
- Date de sortie : 
  - France : 6 décembre 2006

## Distribution
par ordre de crédit au générique final
- Cécile de France : Clara Breitmann
- Roschdy Zem : Ismaël
- Pascal Elbé : Milou, le meilleur ami d'Ismaël
- Jean-Pierre Cassel : Victor Breitmann, le père de Clara
- Martine Chevallier : Lucie Breitmann, la mère de Clara
- Bérangère Bonvoisin : Martha
- Leïla Bekhti : Mounia, la sœur footballeuse d'Ismaël
- Naïma Elmcherqui : Habiba, la mère d'Ismaël
- Antoine Chappey : Fredo, l'ami d'Ismaël et de Milou
- Mickäël Masclet : Julien, le jeune handicapé suivi par Clara
- Abdelhafid Metalsi : Karim
- David Elmaleh : le docteur Blondel
- Abdallah Moundy : l'oncle d'Ismaël
- Jean-Claude Frissung : M. Collina, l'élève d'Ismaël
- André Oumansky : Albert
- Laurent Rey : le père de Julien
- Simon Bakhouche : le directeur du centre
- Farida Ouchani : la voisine d'Habiba
- Sonia Tahar : Fortunée
- Samira Zamzem : une sœur d'Ismaël
- Sylvie Leclerc : l'entraîneur foot
- Frédérique Moidon : la maman au landau
- Céline Bodis : l'hôtesse du centre
- Axelle Charvoz : une collègue de Clara
- Pierre Alloggia : un collègue de Clara
- Marianne Viard : l'infirmière #1
- Hélène Hardoin : l'infirmière #2
- Hervé Falloux : le médecin
- Anne Cantineau : l'hôtesse de l'hôpital

## Distinctions
- 2006 : Festival international des jeunes réalisateurs de Saint-Jean-de-Luz : prix du meilleur réalisateur
- César du cinéma 2007 : Nomination au César du meilleur premier film
- Étoile d’or du premier rôle féminin français 2007 pour Cécile de France